# Tave

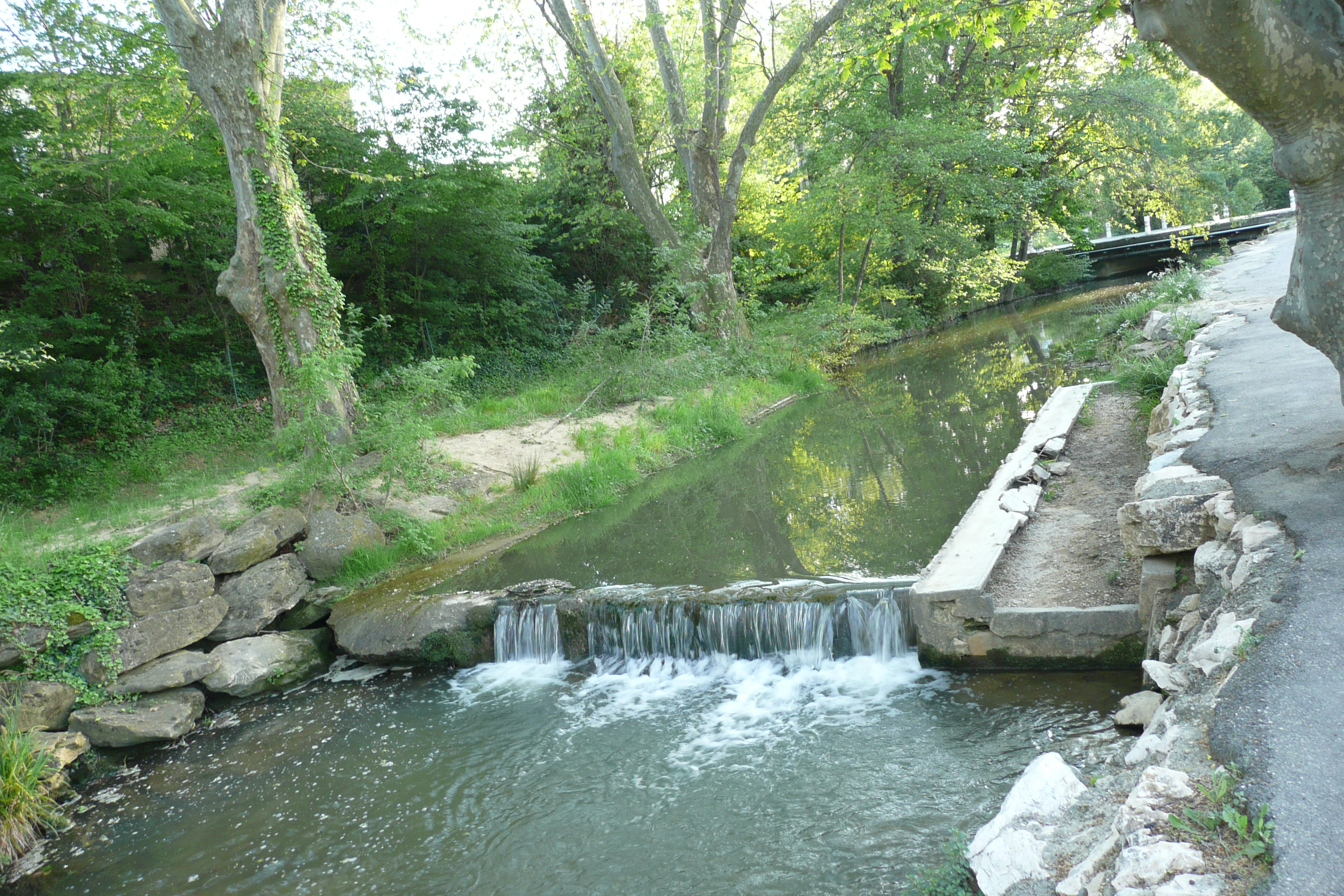
La Tave à Tresques

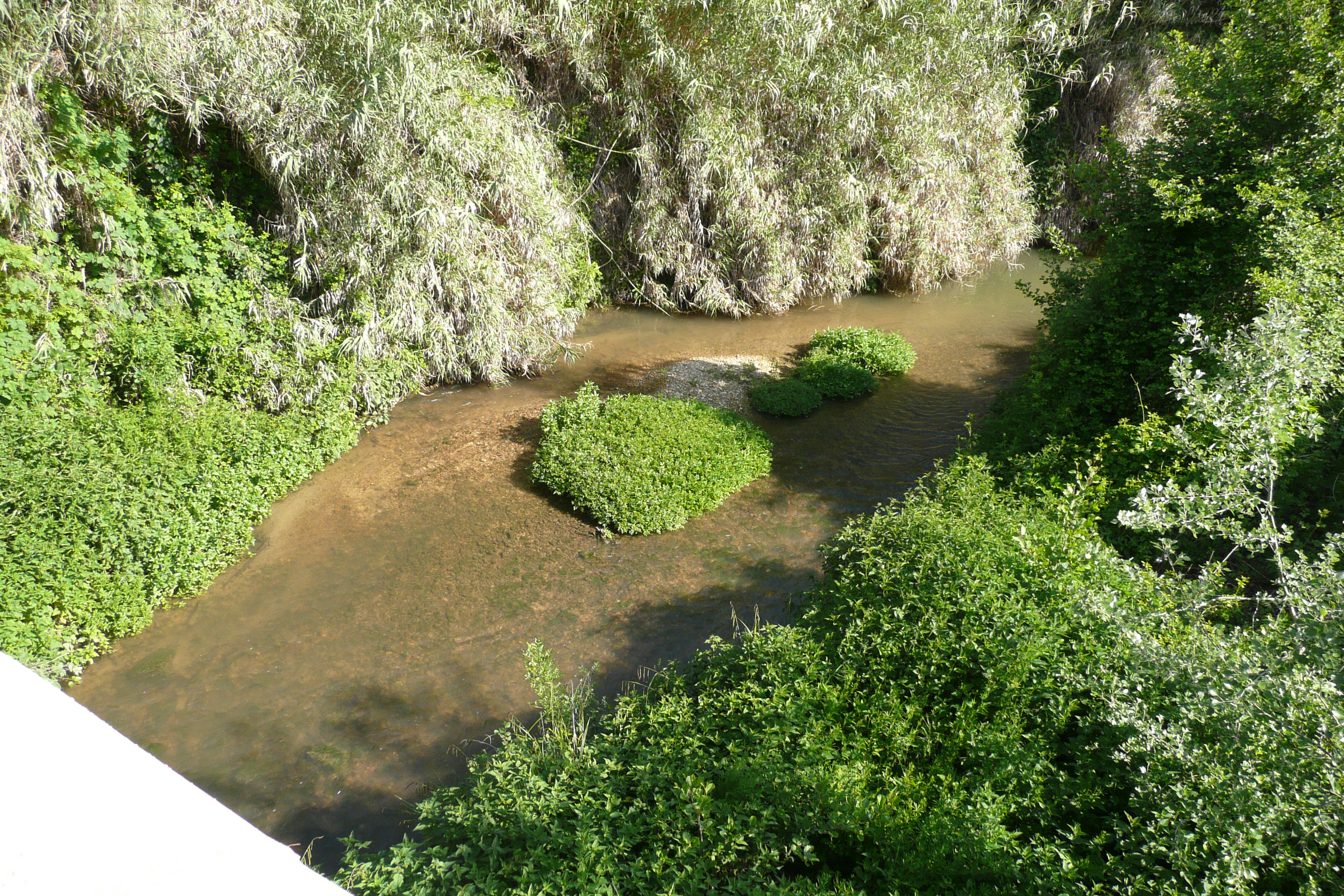
La Tave traverse Laudun-l'Ardoise

La Tave est une rivière française du département du Gard, affluent de rive droite de la Cèze, donc un sous-affluent du Rhône.

## Géographie
D'une longueur de 30,5 kilomètres, la Tave traverse douze communes dans le Gard. Elle coule vers l'est, passant notamment à Tresques et à Laudun-l'Ardoise pour confluer avec la Cèze juste avant que celle-ci ne se jette dans le Rhône.

## Affluents
La Tave a douze affluents référencés, dont le Remoneyret, le Merdançon, l'Auzigue, le Riotor, la Valette et la Brives.